# Ephraim Gottlieb
Ephraim Gottlieb, hebräisch אפרים גוטליב (geboren 7. Januar 1921 in Munkatsch, Tschechoslowakei, seit 1946 Ukraine; gestorben 13. Oktober 1973 in Israel), war Professor für die Literatur und Geschichte der Kabbala sowie der Religionsphilosophie an der Hebräischen Universität Jerusalem und der Universität Tel Aviv und zionistischer Aktivist. Schwerpunkt seiner Forschung war die Geschichte der Kabbala in Italien und Spanien vom 13. bis 16. Jahrhundert.

## Leben und Wirken
Ephraim Gottlieb wurde als siebtes Kind einer jüdischen Familie mit neun Kindern geboren. Seine Mutter war Baila Gottlieb, geborene Riff (1883–1944), sein Vater Rabbi Chaim Eliezer Zvi Gottlieb (1978–1944). Mütterlicherseits war er in der siebten Generation ein Abkömmling des Rabbiners Menachem Mendel von Rimanov (1745–1815).
Früh wurde er von seinem Vater in der Gemara unterrichtet. Ab seinem achten Lebensjahr lernte er in der Jeschiwa und besuchte auch eine tschechoslowakische staatliche Schule. Ab seinem fünfzehnten Lebensjahr studierte er am Zionistischen Hebräischen Gymnasium in Munkatsch, das von Chaim Kugel, dem späteren ersten Bürgermeister von Cholon, gegründet worden war. Im Sinne von Ephraims Vater studierte er, neben seinem Unterricht am Gymnasium, mit seinem Großvater den Sohar.
Ab 1938 wurde Ephraim Gottlieb zionistischer Aktivist in der Bnei Akiva -Bewegung der Misrachi und wurde 1939 in den Nationalrat der Bewegung gewählt. Im Jahr 1940 wurde im Rahmen der Jugendeinwanderung eine Gruppe von zweihundert Jugendlichen zur Einwanderung nach Eretz Israel organisiert. Nach einer langen Reise mit Zügen, Schiffen und Bussen kam er im Viertel Bat Galim in Haifa an. Gottlieb studierte zwei Jahre lang an der Mikwe Israel, um sich auf die Arbeit an einer landwirtschaftlichen Siedlung vorzubereiten. Ab 1941 bis 1955 unterrichtete er dort zunächst an der Landwirtschaftsschule. Im Jahre 1942 wurde der tschechische Kern von Bnei Akiva gegründet, zu dessen Anführern Gottlieb gehörte. Die Gruppe reiste zum Training in den Kibbuz Tirat Zvi in Emek Bet Scheʾan, wo sie zwei Jahre blieben. Er arbeitete auf der Dattelpalmen-Plantage und las u. a. Yosef Haim Brenner, Uri Zvi Greenberg und Ahad Ha'am aus der modernen hebräischen Literatur. 1944 verließ er Tirat Zvi und errichtete unter der Schirmherrschaft von Rabbi Moshe-Zvi Neria eine Gemeinschaft in der Nähe von Kfar Haroeh.
Von 1945 bis 1947 war er im Auftrag der Berihah (Alija Bet), die von der Jewish Agency organisiert wurde, in Ungarn.
Im Juli 1945 nahm er seine Aktivität im Rahmen der Bricha auf, einer organisierten Untergrundbewegung, die zwischen 1944 und 1948 Juden aus Polen, Ungarn, der Tschechoslowakei, Rumänien, Jugoslawien und der Sowjetunion die Flucht und die Einwanderung in das post-osmanische Völkerbundsmandat für Palästina ermöglichen sollte. Am 25. Oktober 1945 nahm er in diesem Rahmen an einer Konferenz im Kibbuz Schafiim teil, um sich darauf vorzubereiten, weitere auswanderungsbereite Überlebende der Schoah in das britische Mandatsgebiet zu holen. Sie fuhren mit dem Schiff „Dolphina“ nach Italien und reisten von dort nach Ungarn, wo sie mittellose Kinder trafen. Dort fand er auch seine beiden Schwestern und erfuhr von ihnen, dass seine gesamte übrige Familie, durch den nationalsozialistischen Antisemitismus, in den Gaskammern ermordet wurde. Ephraim wurde mit der Organisation der Kinder in Schulen und Sommerlagern beauftragt. In Budapest arbeitete er an der Organisation von Bildungsunternehmen für Überlebende jeden Alters.
In Ungarn lernte er seine spätere Frau Simcha kennen, eine Überlebende des Vernichtungslagers Auschwitz. Gemeinsam wanderten sie im Mai 1947 aus und ließen sich in den Masu'ot Yitzhak nieder.
Von 1955 bis 1965 unterrichtete er jüdische Fächer an einem städtischen Gymnasium mit einer religiösen Ausrichtung in Tel Aviv. In den Jahren 1952 bis 1963, er hatte sich an der Hebräischen Universität eingeschrieben, studierte Gottlieb den Talmud, jüdische Philosophie und die Kabbala, auf die er sich dann spezialisierte.  Er beendete sein erstes Studium 1955, im Jahre 1957 schloss er sein Masterstudium ab. Gottlieb wurde einer der bedeutendsten Schüler von Gershom Scholem. Er reichte seine Dissertationsschrift, hebräisch המתניתין והתוספתא שבזוהר ויחסם לזוהר (ungefähre deutsche Übersetzung: ‚Die Tosefta und ihre Beziehung zum Sohar‘) ein. Im Mai 1963 wurde er promoviert. Das Thema einer weiteren Dissertation war „Kabbala in den Schriften von Rabbi Chai Ben Ashe“, sie erschien 1970 als Buch. Ab diesem Jahr hielt er Vorlesungen über Kabbala an der Bar-Ilan-Universität, ab 1964 an der Universität Tel Aviv und ab 1965 an der Hebräischen Universität Jerusalem, wo er 1966 Dozent und 1970 außerordentlicher Professor wurde.
Gottlieb verstarb plötzlich, einen Monat nach seiner Ernennung zum Leiter des Instituts für Jüdische Studien an der Hebräischen Universität.

## Veröffentlichungen in Hebräisch
- הכתבים העבריים של בעל תקוני זהר ורעיא מהימנא, ההדיר והוסיף הערות: אפרים גוטליב; ערך והוסיף מבוא: משה אידל, ירושלים: האקדמיה הלאומית הישראלית למדעים, תשס"ג-2003.
- מחקרים בספרות הקבלה, ערך וההדיר: יוסף הקר, תל אביב: בית הספר למדעי היהדות ע"ש חיים רוזנברג אוניברסיטת תל אביב, תשל"ו-1976.
- אור עולם לרבי אלחנן סגי נהור, ההדיר: אפרים גוטליב. נדפס תחילה בתוך: מיכאל, מאסף לתולדות היהודים בתפוצות, כרך א', תל אביב: המכון לחקר התפוצות, אוניברסיטת תל אביב, תשל"ג-1972, עמ' קמה–רידעתג.
- הקבלה בכתבי רבינו בחיי בן אשר, ירושלים: קריית ספר, תש"ל-1970.
- הקבלה בסוף המאה הי"ג, ערך לפי הרצאות: יהודה ליבס, ירושלים: אקדמון, תשכ"ט-1969.
- ספר משיב דברים נכוחים לר' יעקב בן ששת גירונדי, ההדיר לפי כתבי יד והוסיף מראי מקומות ומפתחות – יהודה אריה ויידה, כתבו פרקי מבוא – יהודה אריה ויידה ואפרים גוטליב, ירושלים: האקדמיה הלאומית הישראלית למדעים, תשכ"ט-1968.

- The Kabbalah in the Writings of Rabbi Bahya ben Asher Ibn Halawa. Kiryath Sefer, Jerusalem 1970
- Studies in the Kabbalah Literature. herausgegeben von Joseph Hacker, Tel Aviv University, Tel Aviv 1976
- Maamare ha-Matnitin weha-Tossefta scheba Sohar. (Übersetzung: „Die Texte ‘Mischna’ und ‘Tossefta’ im Sohar“) In:  Joseph Hacker (Hrsg.): Mechqarim be-Sifrut ha-Sohar. (Studien zur soharischen Literatur.) Tel Aviv 1976, S. 163–214